# Liste der Gutsherren von Wellingsbüttel
Das Holsteinische Gut Wellingsbüttel wurde 1296 erstmals urkundlich erwähnt. Es gelangte 1412 in den Besitz der Bremer Erzbischöfe, die es vornehmlich an Hamburger Domherren verpfändeten. 1649 wurde es zum Allodialgut erhoben und war bis 1806 reichsfreies Rittergut.

## Liste
| Zeitraum  | Gutsbesitzer | Erwerb durch                         |
| --------- | --- | ------------------------------------ |
| 1430–1484 | Kloster Herwardeshude bzw. St. Johannis | Verpfändung                          |
| 1497      | Johann Murmeister, Domherr | Verpfändung                          |
| 1510      | Peter Blome, Domherr | Verpfändung                          |
| 1522–1540 | Heinrich Banskow | Verpfändung                          |
| 1542–1572 | Brüder Hinrich und Hans Kalenberg | Gnadenlehen (nicht erblich)          |
| 1572–1574 | Lic. … Schiefer [Scheiffer] | Lehen                                |
| 1574–1598 | Heinrich Rantzau, Statthalter (produx cimbricus) für den königlichen Anteil von Schleswig-Holstein                                            | Lehen                                |
| 1598–1612 | Frantz Rantzau, Heinrichs erster Sohn | Erbschaft                            |
| 1612–1618 | Breide Rantzau, Heinrichs zweiter Sohn, königlicher Statthalter in Kopenhagen und Reichsrat                                                   | Erbschaft                            |
| 1618–1627 | Gert (Gerhard) Rantzau, Heinrichs dritter Sohn, königlicher Statthalter in Schleswig-Holstein und Feldmarschall                               | Erbschaft                            |
| 1627–1643 | Heinrich Lünzmann (und Söhne) | Lehen                                |
| 1643–1648 | Dietrich Theodor(us) Reinkingk | Mannlehen                            |
| 1648–1651 | Georg Fürstenhausen | Lehen                                |
| 1651–1664 | Dietrich Theodor(us) Reinkingk, Kanzler der „Deutschen Kanzlei“ (= der Herzogtümer Schleswig und Holstein)                                    | Lehen                                |
| 1664–1671 | Nicolai von Reinkingk, sein Sohn, und dessen Witwe                                                                                            | Lehen                                |
| 1671–1673 | Dietrich Breye | Kauf                                 |
| 1673–1697 | Theobald Freiherr von Kurtzrock, kaiserlicher Kommissar und Postmeister in Hamburg                                                            | Kauf                                 |
| 1697–1735 | Maximilian Heinrich Freiherr von Kurtzrock, sein Sohn                                                                                         | Erbschaft                            |
| 1735–1770 | Theobald Joseph Freiherr von Kurtzrock, dessen Sohn                                                                                           | Erbschaft                            |
| 1770–?    | Maximilian Günther Freiherr von Kurtzrock, sein 1. Sohn                                                                                       | Erbschaft                            |
| ?–1806    | Clemens August Freiherr von Kurtzrock, sein 2. Sohn                                                                                           | Erbschaft                            |
| 1806–1810 | König Frederik VI. von Dänemark und Norwegen                                                                                                  | Kauf                                 |
| 1810–1816 | Herzog Friedrich Karl Ludwig von Schleswig-Holstein-Sonderburg-Beck, dänischer General                                                        | Lehen                                |
| 1816–1818 | König Frederik VI. von Dänemark | erledigtes Lehen 1                   |
| 1818–1846 | Hercules Roß, Hamburger Kaufmann | Kauf                                 |
| 1846–1880 | Johann Christian Jauch junior, Hamburger Kaufmann                                                                                             | Kauf/Ersteigerung                    |
| 1880–1888 | Carl Jauch, sein Sohn, Hamburger Kaufmann | Erbschaft                            |
| 1888–1891 | Cäcilie Behrens, Bankierswitwe | Kauf                                 |
| 1891–1892 | Geheimrat ... Domeyer | Kauf                                 |
| 1892–1910 | Konsul Otto Jonathan Hübbe, Hamburger Kaufmann                                                                                                | Kauf                                 |
| 1910–1928 | Alsterthal-Terrain-Gesellschaft mbH 2 (Mitgesellschafter neben Hübbe: die vormaligen Gutsbesitzer der Nachbargüter in Poppenbüttel und Sasel) | (Als Anteil in die GmbH eingebracht) |

1810 wird Wellingsbüttel Kanzleigut bei Abtrennung des gleichnamigen Dorfes. 1928 wird das Gut aufgelöst und wieder mit dem Dorf Wellingsbüttel vereinigt, 1938 in Hamburg eingemeindet.